# Petit lac Jourdain
Petit lac Jourdain är en sjö i Kanada.   Den ligger i regionen Saguenay–Lac-Saint-Jean och provinsen Québec, i den östra delen av landet, 500 km nordost om huvudstaden Ottawa. Petit lac Jourdain ligger 314 meter över havet. Arean är 3,1 kvadratkilometer. Den sträcker sig 3,8 kilometer i nord-sydlig riktning, och 1,9 kilometer i öst-västlig riktning.
I omgivningarna runt Petit lac Jourdain växer i huvudsak blandskog. Trakten runt Petit lac Jourdain är nära nog obefolkad, med mindre än två invånare per kvadratkilometer.